# Sphodromantis annobonensis
Sphodromantis annobonensis är en bönsyrseart som beskrevs av Gustavo A. Llorente 1968. Sphodromantis annobonensis ingår i släktet Sphodromantis och familjen Mantidae. Inga underarter finns listade i Catalogue of Life.